# Ella Purnell

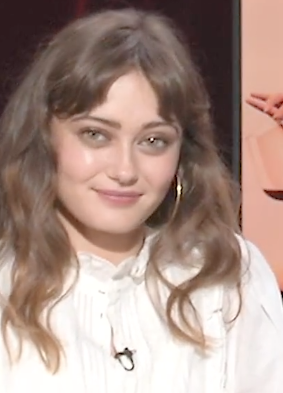
Ella Purnell in 2018

Ella Purrnell (Londen, 17 september 1996) is een Britse actrice.
Purnell werd geboren in de borough Tower Hamlets. Ze volgde haar opleiding aan de City of London School for Girls en volgde theaterlessen bij de Sylvia Young Theatre School. In 2010 maakte zij haar filmdebuut in Never Let Me Go.

## Filmografie

### Films
- 2010: Never Let Me Go als de jonge Ruth
- 2012: Intruders als Mia
- 2014: Maleficent als tiener Maleficent
- 2016: Miss Peregrine's Home for Peculiar Children als Emma Bloom
- 2017: Churchill als Helen Garrett
- 2018: UFO als Natalie
- 2021: Army of the Dead (2021) als Kate

### Televisieseries
- 2018: Sweetbitter als Tess
- 2020: Belgravia als Lady Maria Grey, dochter van Lady Templemore
- 2021-2024: Arcane als Jinx
- 2021: Yellowjackets als Jackie
- 2024: Fallout als Lucy Maclean
- 2024–heden: Sweetpea als Rhiannon Lewis

- Biblioteca Nacional de España: XX5576720
- Gemeinsame Normdatei: 1144412323
- International Standard Name Identifier: 0000 0001 3382 6261
- Library of Congress Control Number: no2012107576
- Nationale Bibliotheek van Tsjechië: xx0215832
- Nationale Bibliotheek van Israël: 987007402399505171
- Nederlandse Thesaurus van Auteursnamen: 402209982
- Système universitaire de documentation: 275054748
- Virtual International Authority File: 252548432
- WorldCat: E39PBJgCHd9vcWQt8f7c38tVG3